# Nesopupa madgei
Nesopupa madgei е вид коремоного от семейство Vertiginidae. Видът е световно застрашен, със статут Уязвим.

## Разпространение
Разпространен е в Мавриций и Реюнион.